# Ludwigshöhe (Randowtal)
Ludwigshöhe ist eine Wüstung im Ortsteil Schmölln der Gemeinde Randowtal des Amtes Gramzow im Landkreis Uckermark in Brandenburg.

## Geographie
Der Ort liegt zwei Kilometer westnordwestlich von Schmölln und vierzehn Kilometer östlich von Prenzlau. Die Nachbarorte sind Vogelsang, Wegnershof und Schwaneberg im Nordosten, Schmölln im Südosten, Wollin im Süden, Eickstedt im Südwesten sowie Eickstedt Ausbau und Rollberg im Nordwesten. Der Haltepunkt Ludwigshöhe Kalkwerke lag an der Bahnstrecke Prenzlau–Löcknitz.